# Hapda opalescens
Hapda opalescens är en fjärilsart som beskrevs av George Francis Hampson 1926. Hapda opalescens ingår i släktet Hapda och familjen nattflyn. Inga underarter finns listade i Catalogue of Life.